# Эль-Кут
Эль-Кут (или Кут-эль-Амара, араб. الكوت‎) — город на востоке Ирака, административный центр провинции Васит, до 1960-х годов называвшейся также Эль-Кут. Расположен на левом берегу реки Тигр, в меандре, почти образующем остров, в 160 километрах к юго-востоку от Багдада, на высоте 18 м над уровнем моря.
Население по данным на 2003 год составляет около 374 000 человек.
Эль-Кут — традиционный центр производства ковров. Город расположен в плодородном регионе, где выращивают злаковые культуры. В 1930-х годах в целях обеспечения окрестностей водой для орошения на окраине города была построена Кутская плотина. По ней проложена дорога, рядом находится пристань для лодок. Возле Эль-Кута расположен Багдадский исследовательский ядерный центр, разграбленный в период вторжения коалиционных сил в Ирак 2003 года.

## Осада Кута

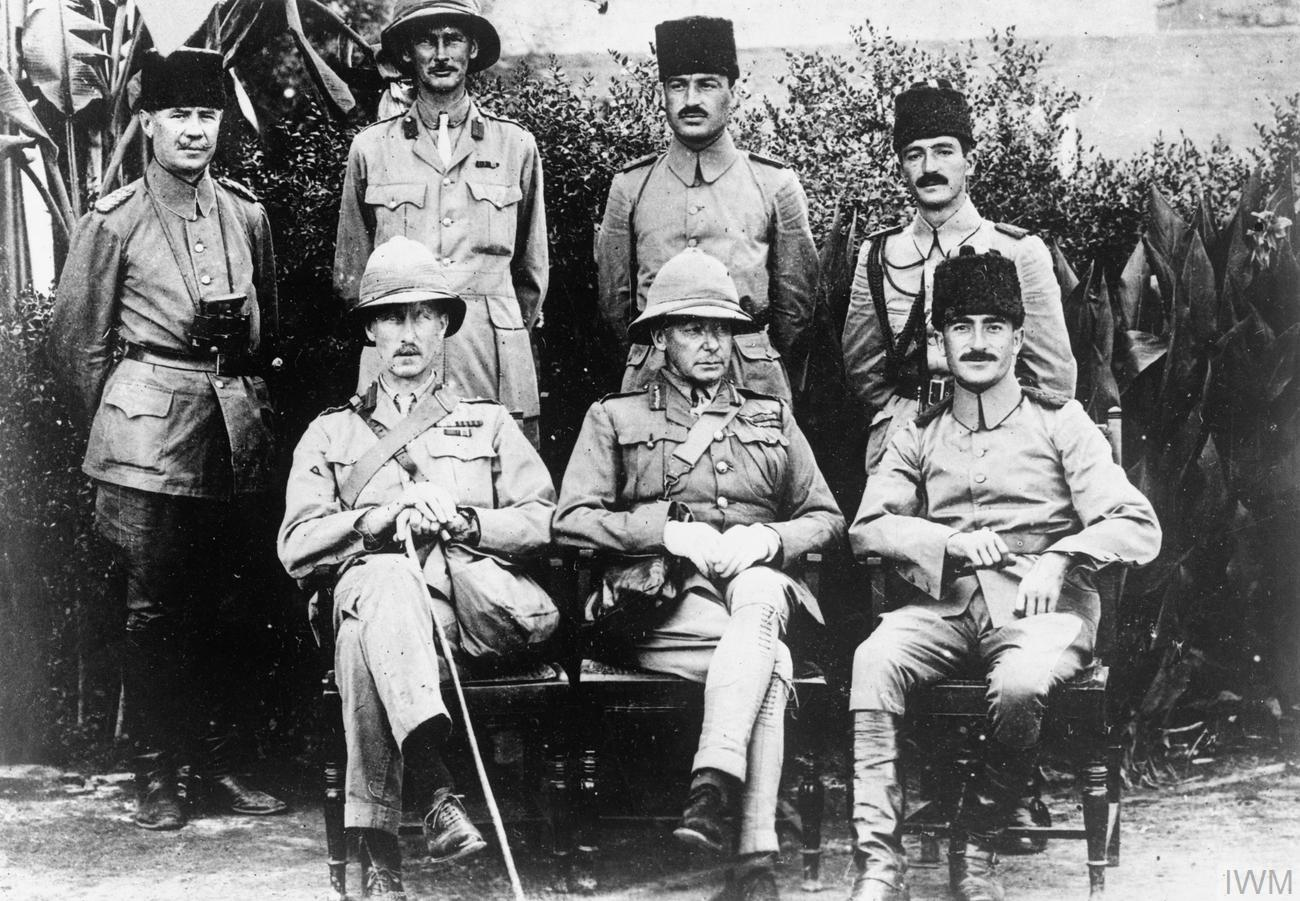
Таунсенд, Халил-паша и неустановленные офицеры после капитуляции гарнизона Кута в 1916 году

Наиболее яркими моментами в истории города являются два эпизода Первой мировой войны — осада Эль-Кута турками в 1915—1916 годах и штурм города британцами в 1917 году.
В сентябре 1915 года британские экспедиционные силы в Месопотамии (The British Mesopotamian Expeditionary Force) во главе с генералом Таунсендом отправились на север из Басры. Они достигли Кута 26 сентября и после трех дней боев вытеснили турецкие войска из города.
После почти 9-месячного простоя Таунсенд направился вверх по реке в Ктесифон. После сражения там британские войска были отведены назад в Кут. 7 декабря 1915 года турки под командованием немецкого фельдмаршала барон фон дер Гольца подошли к Куту и начали осаду. Британская конница под командованием полковника Джерарда Личмана смогла вырваться из города, однако Таунсенд и основная часть войска остались в осаде. Было предпринято немало попыток вызволить силы Таунсенда из Кута, около 23000 британских и индийских солдат погибли в попытках отбить Кут — это, вероятно, наибольшие потери британцев за пределами европейского театра боевых действия. Ближе к концу осады британские разведчики Лоуренс Аравийский и Обри Герберт безуспешно пытались подкупить Халил-пашу, чтобы тот позволил армии Таунсенда уйти. Таунсенд с 8000 выживших солдат сдался 29 апреля 1916 года.
Британцы вновь перешли в наступление в декабре 1916 года. 50-тысячная армия генерала сэра Стэнли Мода вновь взяла Кут штурмом 23 февраля 1917 года.
После вторжения коалиционных сил в Ирак 2003 года на правом берегу Тигра прямо напротив Кута была построена американская «Резервная операционная база Дельта». Во время Иракской войны база обслуживала бывший аэродром ВВС Ирака «Кут аль-Хай», который был известен после начала войны как Блэр.
6 апреля 2004 года в Эль-Куте украинское миротворческое соединение было атаковано боевиками «Армии Махди». Украинцы приняли бой и несколько часов удерживали находившиеся под их охраной объекты.